# Bull in the Heather
«Bull in the Heather» es una canción y un sencillo de la banda Sonic Youth, publicado en abril de 1994 por el sello Geffen Records. Es el primer sencillo perteneciente al álbum Experimental Jet Set, Trash and No Star.
La canción tiene un video musical en el cual aparece la vocalista de la banda punk rock Bikini Kill, Kathleen Hanna.[cita requerida]

## Lista de canciones
| Bull in the Heather |                                               |          |  |
| N.º                 | Título                                        | Duración |  |
| 1.                  | «Bull in the Heather» (Lado A, versión LP)    | 3:04     |  |
| 2.                  | «Razorblade» (Lado B)                         | 1:06     |  |
| 3.                  | «Doctor's Orders» (Lado B, versión de T.-Vox) | 4:20     |  |
| 8:30                |                                               |          |  |

## Estadísticas del sencillo
| Año  | Estadística        | Posición |
| ---- | ------------------ | -------- |
| 1994 | Modern Rock Tracks | N.º 13   |
| 1994 | UK Singles Chart   | N.º 24   |